# Akademie der Bayerischen Presse
Die Akademie der Bayerischen Presse (ABP) ist ein Aus- und Weiterbildungs-Institut für Medien- und Kommunikationsberufe in München.

## Konzept und Entstehung
1986 gegründet, ist die ABP ein eingetragener, gemeinnütziger Verein. Sie bildet Journalisten und Kommunikationsexperten aus und weiter. Träger sind der Verband Bayerischer Zeitungsverleger (VBZV), der Verband der Zeitschriftenverlage in Bayern (VZB) und der Bayerische Journalisten-Verband (BJV). Mitglieder sind auch der Bayerische Rundfunk (BR) und die Bayerische Landeszentrale für neue Medien (BLM). Der Freistaat Bayern fördert die ABP institutionell. Die ABP ist in den Ausbildungs-Tarifverträgen für Zeitungs- und Zeitschriftenvolontäre als Institut für außerbetriebliche Bildungsmaßnahmen anerkannt.
Bis 1994 leiteten der ehemalige Spiegel-Redakteur Armin Sellheim und Herbert Knur als Geschäftsführer die ABP gemeinsam. Danach leitete Knur sie alleine bis 2011. Seit 2015 ist der Journalist Robert Arsenschek Direktor der Akademie, sein Vorgänger Martin Kunz wurde Chefredakteur der ADAC Motorwelt. Die ABP ist Gründungsmitglied im MedienCampus Bayern, dem Dachverband für die Medienaus- und -weiterbildung in Bayern.

## Ausbildung

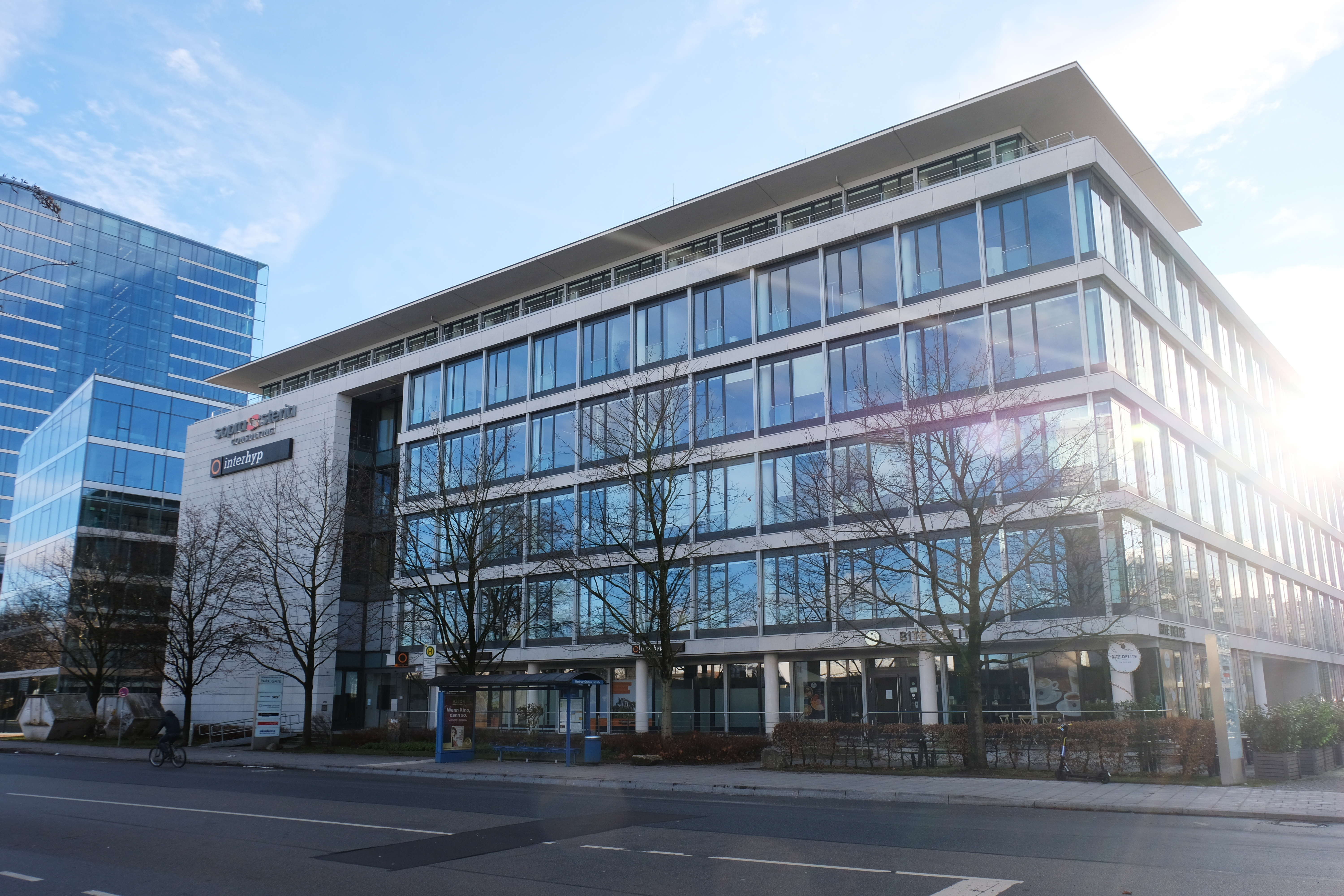
Der Sitz der Akademie der Bayerischen Presse, Domagkstraße 34

Die ABP veranstaltet Seminare, die von einem Tag bis zwei Wochen dauern. Alle Seminare sind praxisnah konzipiert. Die ca. 300 jährlichen Seminare mit insgesamt mehr als 2000 Teilnehmern stehen Journalisten und Kommunikationsprofis offen, sowohl angehenden wie berufserfahrenen. Das Angebot umfasst die Bereiche Print, Online, Fotografie, Multimedia, Redaktions-Management, Rhetorik, Moderation, Hörfunk, TV, Kreatives Schreiben, UK, Corporate Publishing und Public Relations. Zudem veranstaltet die ABP In-House-Schulungen in Redaktionen, Agenturen und Unternehmen.
Für die Volontärsausbildung bietet die ABP theoretisch-praktische Grundkurse von zwei Wochen Dauer. Die Teilnehmer kommen von Zeitungs- und Zeitschriftenredaktionen aus dem gesamten deutschsprachigen Raum. Zudem kooperiert die ABP mit der Akademie für Neue Medien in Kulmbach und veranstaltet dort Seminare.
Die Dozenten kommen sämtlich aus der Redaktionspraxis. Bekannte Namen sind u. a. Sebastian Beck (SZ), Dinah Deckstein (Der Spiegel), Holger Gertz (SZ), Maik Großekathöfer (Der Spiegel), Hans Haltmeier (Chefredakteur Apotheken-Umschau), Markus Knall (Chefredakteur Online beim Münchner Merkur), Harald Martenstein (Die Zeit), Cordt Schnibben, Karin Steinberger (SZ), Roland Schulz (SZ-Magazin) und Takis Würger (Der Spiegel), Hans Zippert (Die Welt).

## Sonstiges
Die vierfach ausgezeichnete Zeitschrift BISS (Bürger in sozialen Schwierigkeiten), ist bei Seminaren in den Räumen der Akademie entwickelt und relauncht worden.